# Décès en novembre 2004
Décès
- 2000
- 2001
- 2002
- 2003
- 2004
- 2005
- 2006
- 2007
- 2008

Pour une information complémentaire, voir la page d'aide.

| Date         | Nom                        | Activités                                           | Âge | Source |
| ------------ | -------------------------- | --------------------------------------------------- | --- | ------ |
| 1er novembre | Jean-Jacques de Bresson    | magistrat et homme politique français               | 84  |        |
| 1er novembre | Alain Fournier             | Journaliste et romancier français                   | 57  |        |
| 1er novembre | Géraldine Giraud           | actrice française                                   | 36  |        |
| 2 novembre   | Theo van Gogh              | Réalisateur néerlandais                             | 47  |        |
| 2 novembre   | Gustaaf Joos               | cardinal belge                                      | 81  |        |
| 2 novembre   | Gerrie Knetemann           | coureur cycliste néerlandais                        | 53  |        |
| 2 novembre   | Zayed ben Sultan an-Nahyan | Cheikh et homme politique des Emirats Arabes Unis   | 85  |        |
| 3 novembre   | Sergei Zholtok             | joueur de hockey sur glace letton                   | 31  |        |
| 5 novembre   | Pierre Anfosso             | peintre français                                    | 75  | (en)   |
| 7 novembre   | Serge Adda                 | Président de TV5 Monde                              | 56  |        |
| 7 novembre   | Eddie Charlton             | joueur de billard britannique                       | 75  |        |
| 7 novembre   | Howard Keel                | acteur et chanteur américain                        | 85  |        |
| 8 novembre   | Lennox Miller              | athlète jamaicain                                   | 58  |        |
| 9 novembre   | Emlyn Hugues               | Footballeur international anglais.                  | 57  |        |
| 11 novembre  | Dayton Allen               | Acteur américain                                    | 85  |        |
| 11 novembre  | Yasser Arafat              | Premier président de l'autorité palestinienne       | 75  |        |
| 11 novembre  | Richard Dembo              | cinéaste français                                   | 56  |        |
| 11 novembre  | Jacques Dynam              | acteur français                                     | 80  |        |
| 12 novembre  | Jacqueline Lévi-Valensi    | universitaire française                             | 72  |        |
| 13 novembre  | Ol' Dirty Bastard          | rappeur américain                                   | 35  |        |
| 14 novembre  | Michel Colombier           | compositeur et arrangeur français                   | 65  |        |
| 14 novembre  | André Gravier              | militaire et ingénieur des travaux publics français | 93  |        |
| 16 novembre  | Yves Berger                | écrivain et éditeur français                        | 73  |        |
| 17 novembre  | Aleksandr Ragouline        | joueur de hockey sur glace soviétique               | 63  |        |
| 18 novembre  | Juan Carlos Aramburu       | cardinal argentin                                   | 92  |        |
| 18 novembre  | Cy Coleman                 | compositeur et pianiste américain                   | 75  |        |
| 19 novembre  | Terry Melcher              | musicien et producteur américain                    | 62  |        |
| 19 novembre  | John Vane                  | médecin et pharmacologue britannique                | 77  |        |
| 20 novembre  | Celso Furtado              | économiste brésilien                                | 84  |        |
| 21 novembre  | André Drubay               | enseignant syndicaliste français                    | 86  |        |
| 21 novembre  | Senén Mesa                 | Coureur cycliste espagnol                           | 77  |        |
| 24 novembre  | Larry Brown (écrivain)     | écrivain américain                                  | 53  |        |
| 24 novembre  | Arthur Hailey              | écrivain canadien                                   | 84  |        |
| 24 novembre  | Janet Kear                 | ornithologue britannique                            | 71  |        |
| 26 novembre  | Philippe de Broca          | cinéaste français                                   | 71  |        |
| 26 novembre  | Georges Dezeuze            | peintre français                                    | 98  |        |
| 27 novembre  | Yves Belluardo             | Acteur, narrateur et chanteur français              | 66  |        |
| 27 novembre  | Gunder Hagg                | coureur suédois                                     | 85  |        |
| 28 novembre  | Raúl Troncoso              | homme politique chilien                             | 69  | (es)   |
| 29 novembre  | John Drew Barrymore        | acteur américain                                    | 72  |        |
| 29 novembre  | Michael Janisch            | acteur autrichien                                   | 77  |        |
| 30 novembre  | Pierre Berton (écrivain)   | écrivain et journaliste canadien                    | 84  |        |